# Randers Nordkredsen
Randers Nordkredsen er en opstillingskreds i Østjyllands Storkreds.
Kredsen blev oprettet i 2007. Den består af den nordlige og nordøstlige del af Ny Randers Kommune.
I forhold til de gamle kommuner består kredsen af Havndal Valgdistrikt fra Mariager Kommune, Gassum og Spentrup sogne fra Purhus Kommune samt hele Nørhald Kommune. Fra den gamle Randers Kommune er forstæderne og landsognene nord for Gudenåen og Randers Fjord blevet en del af Randers Nordkredsen. Derimod er bymidten i Randers (også nord for fjorden og åen) blevet en del af Randers Sydkredsen.

## Folketingskandidater pr. 25/11-2018
| Liste | Parti                       | Kandidat                | Bemærk |
| ----- | --------------------------- | ----------------------- | ------ |
| A     | Socialdemokratiet           | Malte Larsen            |        |
| B     | Radikale Venstre            |                         |        |
| C     | Det Konservative Folkeparti | Christian Hartmann      |        |
| D     | Nye Borgerlige              |                         |        |
| F     | Socialistisk Folkeparti     |                         |        |
| I     | Liberal Alliance            |                         |        |
| O     | Dansk Folkeparti            | Nick Zimmermann         |        |
| V     | Venstre                     | Simon Ødegaard Simonsen |        |
| Ø     | Enhedslisten                | Helle Nielsen           |        |
| Å     | Alternativet                |                         |        |